# Ratian
Ratian est un prénom masculin breton. 
Il fait référence à saint Ratian. 
Il se fête le 10 janvier. 